# 四脚弹跳

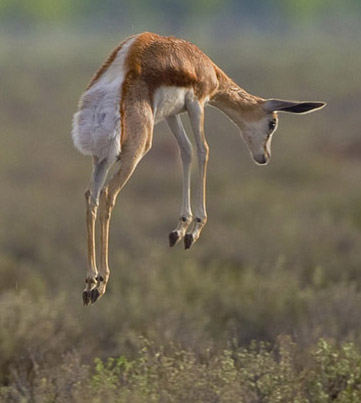
年幼跳羚的四脚弹跳

四脚弹跳（英文：stotting、pronking或pronging）是四足动物的一种生活习性，尤其是瞪羚属 ，他们会四脚笔直地弹跳离开地面。通常，腿部都是相对僵直的，并且背部可以呈弓形，头部指向下。有证据表明，至少在某些情况下，它是一个告诉捕食者的信号，告诉他自己不值得他们捕猎。

## 发生
四脚弹跳常发生在北美的几种鹿种身上，比如騾鹿、叉角羚、以及黑尾鹿尤其是被捕食者威胁时，还有来自非洲的有蹄類动物，例如汤氏瞪羚和跳羚.
四脚弹跳也会发生在驯化的牲畜身上，例如绵羊，但在牲畜中，它通常只在幼小的动物出现。

## 可能的解释
四脚弹跳使得猎物更显眼，并消耗捕食者的时间和精力以便于逃离。由于动作危险，四脚弹跳必须给动物（或其家庭成员）带来一些好处。 已经提出了许多可能的解释。它可能是：
1. 一种“快速逃脱或跳过障碍物”的好方法。[3][8]
2. 反捕食者适应[6]
3. 对其他种成员发出“报警信号”，捕食者的接近很危险，为了增加畜群的存活率。[a][6]
4. 一种“社会凝聚力”的行为，一起合作逃脱捕食者。[6]
5. 被捕猎者的信号（英语：honest signal）。四脚弹跳可以通过警告食肉动物自己不适合作为猎物从而阻止追捕。[6][8]
6. 一个Amotz Zahavi（英语：Amotz Zahavi）实例的差点原则（英语：Handicap principle）。[9]
7. “捕食者检测信号”，由此动物向捕食者发出信号，借此希望捕食者捕捉自己从而放过别的同类。[7][8]
8. 在比反捕食者适应更能体验性选择的过程。[10]
9. 动物的玩耍行为，尤其是年幼动物。[8]

英国进化生物学家John Maynard Smith的结论是：“自然的解释是，四脚弹跳逃跑能力的体现”，尤其是对捕食者的信号。他还指出，“这并不像是一个障碍”，除非是它对同一物种的其他瞪羚发出信号。

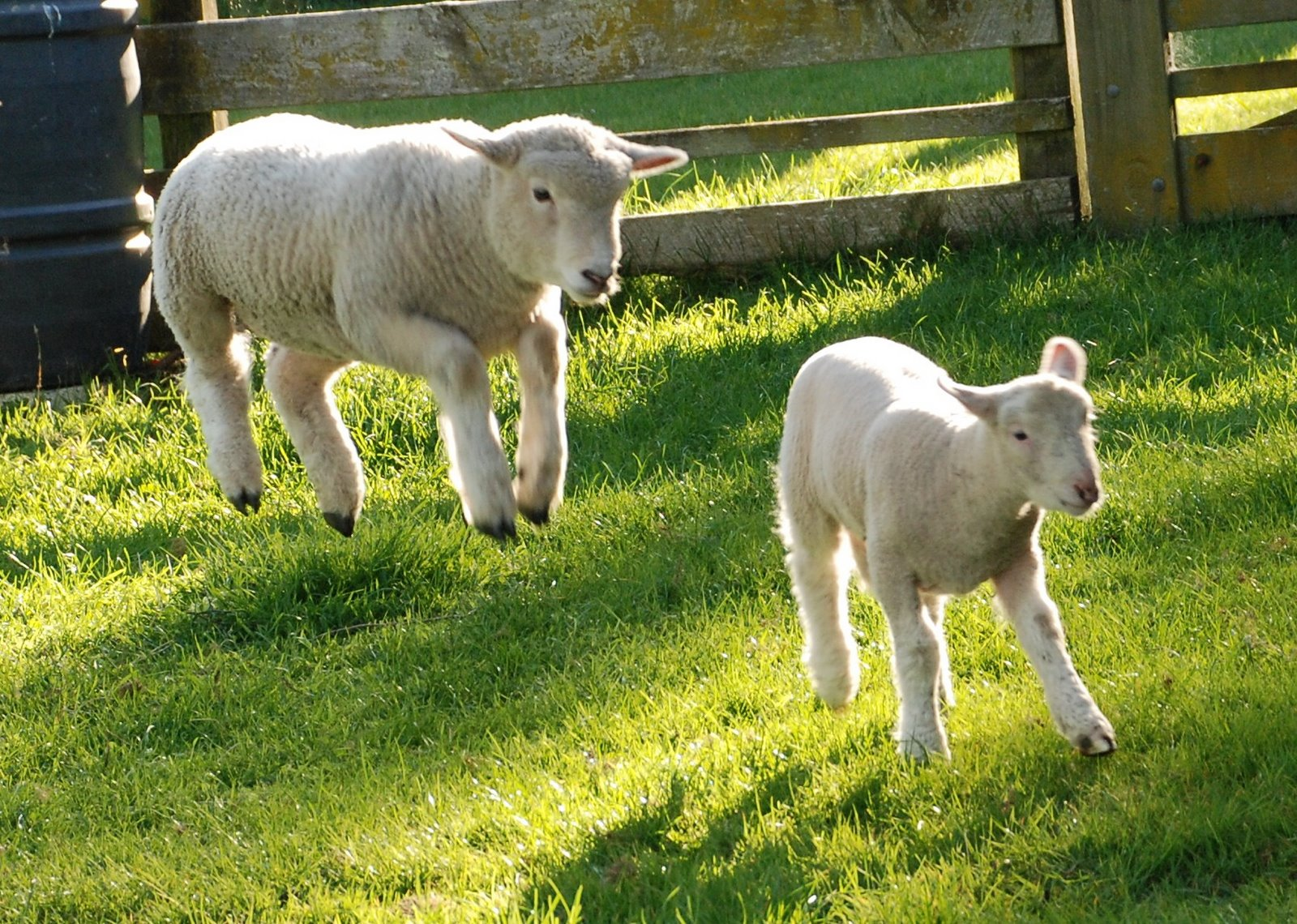
一只羊羔四脚弹跳
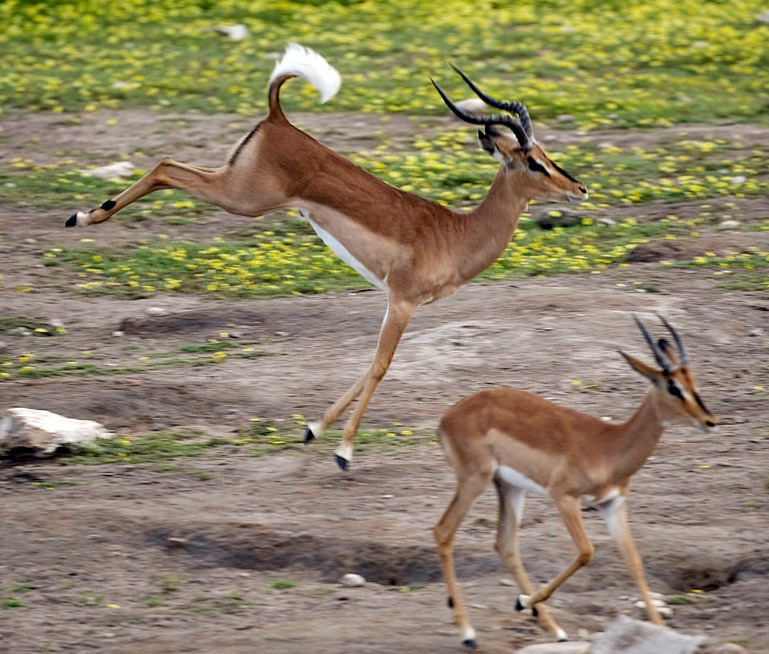
纳米比亚的成年男性高角羚四脚弹跳
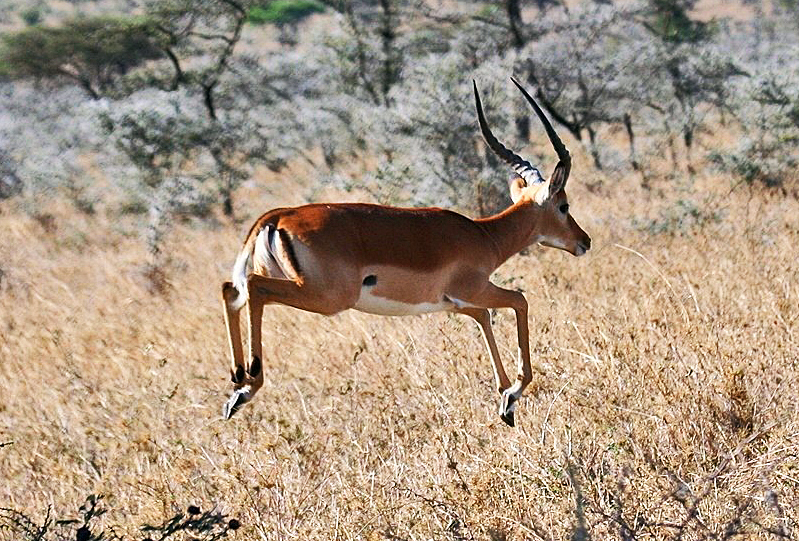
一只羚羊四脚弹跳

## 脚注
1. ↑  这是选择或组选择的一个实例。